# Espurnes Barroques
Espurnes Barroques és un festival de música barroca que se celebra anualment a la Catalunya Central, principalment en petits municipis amb un ric patrimoni arquitectònic d'aquest període. Fundat l'any 2018, el festival té com a objectiu posar en valor el llegat barroc de la regió mitjançant concerts i activitats culturals en espais històrics.

## Història

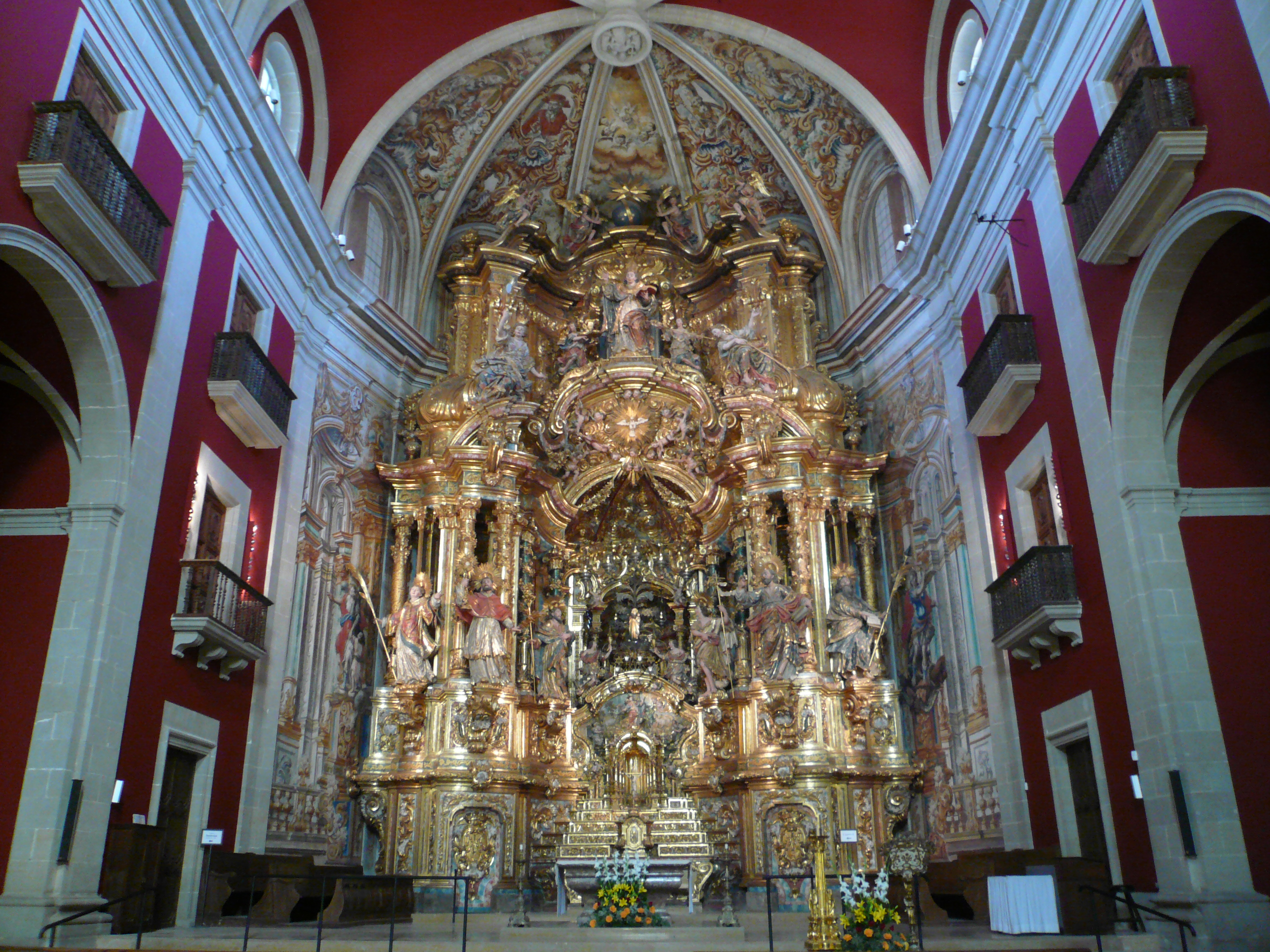
Retaule de l'església del Miracle

Espurnes Barroques va néixer amb motiu del vintè aniversari dels grans incendis forestals de 1998 que van afectar la Catalunya Central. El festival té com a seu principal el Santuari del Miracle, conegut pel seu retaule barroc, un dels més destacats de Catalunya. Des de la seva creació, el festival ha crescut en projecció i nombre d'esdeveniments.
La Fundació Espurnes Barroques està inscrita al Registre de Fundacions de la Generalitat de Catalunya amb el número 3248.

## Característiques
El festival es desenvolupa durant quatre caps de setmana entre els mesos de maig i juny. La seva programació combina música barroca amb activitats complementàries com tastos gastronòmics inspirats en el període històric, conferències i tallers. La majoria dels concerts són produccions pròpies i es duen a terme en esglésies i espais monumentals de la regió.
L'esdeveniment té una clara vocació de difusió del patrimoni barroc i la seva interacció amb el territori. A més, impulsa un programa educatiu i social que aprofita la presència d’artistes per oferir activitats formatives. El festival aposta per una experiència immersiva que combina música, patrimoni i gastronomia.

## Edicions del festival
- 2024: Lema: Goig/dolor/glòria: Diferents escenaris a 23 municipis de la Catalunya Central. Aquests pertanyen a 6 comarques, ja que al Solsonès, Bages, Anoia i Segarra de cada edició,  s’hi incorporen la Noguera i el Berguedà. Actuacions de Lina Tur, Rinaldo Alessandrini, Núria Rial, Alexandra Nowakowski (al costat de l’Orquestra del Miracle)[1]
- 2023: Lema: Natura en dansa: Del 12 de maig a l’11 de juny, 17 concerts en diversos escenaris, presentació de l'Orquestra del Miracle .[4]
- 2022: Lema: Llum barroca: 22 actuacions en diferents escenaris, entre elles Jordi Savall (Manresa)[5][3]
- 2021. Lema: Passió Barroca: 16 concerts a 15 municipis del Bages, Solsonès, Segarra i Anoia[6]
- 2020. Lema: Contactes que curen: 9 concerts, 2 conferències, 1 taula rodona, 1 caminada i diverses accions socials i educatives.[7]
- 2019: Lema: Amb veu de dona: 17 actuacions en 10 poblacions de 4 comarques: Segarra (Cervera i Estaràs); Anoia (Pujalt); Solsonès (Riner, Solsona, Pinós, la Molsosa); i Bages (Sant Mateu, Súria i Manresa).[8]
- 2018: Lema: Espurnes Barroques : 13 concerts, 7 refrigeris barrocs, 6 àpats històrics, 3 tallers, 2 conferències-diàleg i visites als espais barrocs que es poden trobar a 9 municipis de la Catalunya Central.[9]